# La Véritable Histoire du soldat inconnu
La Véritable Histoire du soldat inconnu est une bande dessinée de Jacques Tardi en noir et blanc parue chez Futuropolis en 1974. Une édition revue et augmentée par La Bascule à Charlot (histoire publiée en 1976 dans Charlie Mensuel) parait en 2005 chez Futuropolis.

## Résumé
L'histoire se présente sous la forme d'un cauchemar où le héros, auteur de romans d'aventure à cent sous, rencontre les personnages qu'il a créés. Ces confrontations sont souvent violentes. Ce cauchemar est en réalité celui qu'il fait, blessé dans une tranchée pendant la Guerre 1914-1918, où il voit défiler ses amours et ses peurs avant de succomber le 10 novembre 1918. Il sera ensuite inhumé sous l'Arc de triomphe le 11 novembre 1920 où il deviendra le « Soldat inconnu ».

## Clins d'œil
Jacques Tardi utilise comme décor Le Passage Pommeraye à Nantes où le principal protagoniste s’imagine être attaqué par un monstre préhistorique.

## Publication
- La Véritable Histoire du soldat inconnu, Futuropolis, coll. « 30/40 », 1974, 36 p.[1]
- La Véritable Histoire du soldat inconnu/La bascule à Charlot, Paris, Futuropolis, 2005, 58 p. (ISBN 2-7548-0021-2)[2]